# New Glarus (Town)
Die Town of New Glarus ist eine von 16 Towns im Green County im US-amerikanischen Bundesstaat Wisconsin. Im Jahr 2010 hatte die Town of New Glarus 1335 Einwohner.
Town hat in Wisconsin eine grundlegend andere Bedeutung, als im übrigen englischsprachigen Bereich. Vielmehr entspricht sie den in den anderen US-Bundesstaaten üblichen Townships, die nach dem County die nächstkleinere Verwaltungseinheit bilden.

## Geografie
Die Town of New Glarus liegt im Süden Wisconsins, rund 35 nördlich der Grenze zu Illinois. Der am Mississippi gelegene Schnittpunkt der drei Bundesstaaten Wisconsin, Iowa und Illinois liegt rund 110 km westsüdwestlich.
Die Koordinaten des geografischen Zentrums der Town of New Glarus sind 42°48′30″ nördlicher Breite und 89°39′39″ westlicher Länge. Sie erstreckt sich über eine Fläche von 89,9 km². Die Town of New Glarus umgibt vollständig die selbstständige Gemeinde New Glarus, ohne dass diese der Town angehört.
Die Town of New Glarus liegt im Norden des Green County und grenzt an folgende Nachbartowns und selbstständige Gemeinden:
| Town of Perry (Dane County) | Town of Primrose (Dane County)              | Town of Montrose (Dane County) |
| Town of York                | Kompassrose, die auf Nachbargemeinden zeigt | Town of Exeter                 |
| Town of Adams               | Town of Washington                          | Town of Mount Pleasant         |

## Verkehr
Die Wisconsin State Highways 39 und 69 verlaufen durch die Town of New Glarus. Daneben führen noch die County Highways D, H und N durch die Town. Alle weiteren Straßen sind untergeordnete Landstraßen sowie teils unbefestigte Fahrwege.
Durch den Osten der Town verläuft auf der Trasse einer ehemaligen Eisenbahnstrecke mit dem Sugar River State Trail ein Rail Trail für Wanderer und Radfahrer. Im Winter kann der Wanderweg auch mit Schneemobilen befahren werden.
Der nächste Flughafen ist der Dane County Regional Airport in Wisconsins Hauptstadt Madison (rund 55 km nordöstlich).

## Bevölkerung
Nach der Volkszählung im Jahr 2010 lebten in der Town of New Glarus 1335 Menschen in 478 Haushalten. Die Bevölkerungsdichte betrug 14,8 Einwohner pro Quadratkilometer. In den 478 Haushalten lebten statistisch je 2,79 Personen. 
Ethnisch betrachtet setzte sich die Bevölkerung zusammen aus 97,7 Prozent Weißen, 0,2 Prozent Afroamerikanern, 0,1 Prozent amerikanischen Ureinwohnern, 0,7 Prozent Asiaten sowie 0,3 Prozent aus anderen ethnischen Gruppen; 1,0 Prozent stammten von zwei oder mehr Ethnien ab. Unabhängig von der ethnischen Zugehörigkeit waren 1,0 Prozent der Bevölkerung spanischer oder lateinamerikanischer Abstammung. 
29,1 Prozent der Bevölkerung waren unter 18 Jahre alt, 61,1 Prozent waren zwischen 18 und 64 und 9,8 Prozent waren 65 Jahre oder älter. 47,6 Prozent der Bevölkerung war weiblich.
Das mittlere jährliche Einkommen eines Haushalts lag bei 94.265 USD. Das Pro-Kopf-Einkommen betrug 37.218 USD. 2,2 Prozent der Einwohner lebten unterhalb der Armutsgrenze.

## Ortschaften in der Town of New Glarus
Neben Streubesiedlung existiert in der Town of New Glarus keine weitere Siedlung.